# Héctor Aravena
Héctor Aravena González (Curicó, 1900 - Santiago de Chile, 1984), miembro fundador (1933 a 1984) de la Academia Chilena de la Historia, profesor, escritor y pintor chileno.
Se educó  en el Colegio de las Religiosas  de María Inmaculada , donde curso preparatorios, hizo sus estudios secundarios en  Liceo de Hombre de Curicó. Luego ingreso a las escuelas de Derecho, de Pedagogía en Francés y de Bellas Artes de la Universidad de Chile, escuela esta última donde fue discípulo de don Juan Francisco González. 1925 viaja a Europa, donde recorre Francia, Italia y España donde  ingresa al instituto Pedagógico de Barcelona y  obtiene su título de Profesor de  Lengua y Literatura Francesa con la más alta distinción. Durante su permanencia en Europa actúa como corresponsal viajero del diario "El Mercurio" de Santiago de Chile
Como escritor reúne sus apuntes de viaje y los publica bajo el título de "Páginas  Españolas" con ilustraciones del propio autor. En 1928 aparece su novela de ambiente colonial "Aromas de Tiempo Viejo". En 1933 edita su  "Historia del Arte", que es usada como texto de estudio durante largos años, y considerada  en la actualidad como libro de consulta de gran importancia. También publica diversos textos de estudio en francés entre los que se destacan : "Ferdinad et Marie", que introduce el método activo en la enseñanza del idioma , y una adaptación de "Le Petit Chose" de Alphonse Daudet. 
Habiendo realizado una amplia labor pictórica en la Península donde participó en la exposición Hispano Americana de Sevilla en la que obtiene Mención de Honor. De regreso en Chile expone sus obras en el recién terminado edificio de la Biblioteca Nacional. Sus paisajes chilenos obtuvieron medalla de oro del Museo de Educación Pública, en la exposición de obras de pintores-profesores en 1923. En 1927 obtiene la 1º mención  Honrosa en  el Salón Oficial. Su vasta actividad pictórica, va desde la realización de numerosos retratos de personajes históricos de Chile, entre ellos uno de don Bernardo O'Higgins, donado por el Gobierno de Chile a la ciudad de Arequipa, actualmente en el museo de la Magdalena en esa ciudad, uno de don Manuel Bulnes de propiedad de la I. Municipalidad de Buin, el de don José Antonio Manso de Velasco gobernador colonial que fundó numerosas ciudades chilenas, de propiedad de la I. Municipalidad de Curicó, siendo el último de ellos el retrato de don José Miguel Carrera que se encuentra en el museo de Talca.
En el ámbito del estudio y el quehacer de la historia, fue miembro activo del Instituto Chileno de Investigaciones Genealógicas,  contribuyó a la fundación y participó activamente en el Instituto de Conmemoración Histórica de Chile, institución a cuyo consejo perteneció en varias oportunidades;  formó parte  de la “Comisión Filatélica” de la Empresa de Correos de Chile a la que contribuyó en el diseño de varios proyectos de sellos (estampillas) conmemorativas. Presidió también la Comisión Nacional de la Cultura Histórica de la que fue miembro en representación de la Academia Chilena de la Historia.
- Datos: Q5905996